# Ivo Basay
Ivo Alexis Basay Hatibović (ur. 13 kwietnia 1966 w Santiago) – chilijski piłkarz pochodzenia chorwackiego występujący na pozycji napastnika. Posiada również obywatelstwo chorwackie.

## Kariera klubowa
Basay występował w 4 chilijskich klubach: Deportes Magallanes, Curicó Unido, Evertonie Viña del Mar oraz CSD Colo-Colo. Zaliczył również występy we Francji (Stade de Reims), Argentynie (Boca Juniors) oraz w Meksyku (Necaxa). Właśnie w tym ostatnim klubie zdobył największą sławę piłkarską.

## Kariera reprezentacyjna
Ivo Basay łącznie wystąpił w reprezentacji Chile 24 razy i strzelił 7 goli. Z kadrą narodową brał udział w turniejach takich jak: Copa América 1987, Copa América 1991 i Copa América 1995.

## Kariera trenerska
Basay trenował reprezentację Chile U-20, a następnie był dyrektorem sportowym w dorosłej kadrze "La Roja". W 2010 roku został nowym trenerem pierwszoligowego Unión San Felipe, a umowa zaczęła obowiązywać od 14 czerwca.

## Osiągnięcia
- Necaxa
  - Mistrz Meksyku: 1995
  - Zdobywca Copa México: 1995
- CSD Colo-Colo
  - Mistrz Chile: 1996, Clausura 1997, 1998
  - Zdobywca Copa Chile: 1996
- Indywidualne
  - Król strzelców ligi chilijskiej: 1985
  - Król strzelców ligi meksykańskiej: 1993